# Lys Mouithys
Lys Mouithys, né le 4 juillet 1985 à Brazzaville (République du Congo), est un footballeur international congolais, qui joue au poste d'attaquant.

## Biographie
Lys effectua ces débuts dans différents clubs de division 2 et national en France.
Lors de la saison 2009-2010 Lys Mouithys a été le troisième meilleur buteur du Championnat du Maroc de football 2009-2010 en marquant 10 buts avec le Wydad de Casablanca.  
Il est international en équipe du Congo entre 2006 et 2013. Il joue 21 matchs et marque 4 buts.

## Palmarès
- 2010 : Champion du Maroc avec le Wydad de Casablanca.